# Bjelovar
Bjelovar (ˈbjɛlɔʋaːr, in ungherese Belovár, in tedesco anche Bellowar) è una città della Croazia. È il capoluogo della regione di Bjelovar e della Bilogora con 36 433 abitanti.

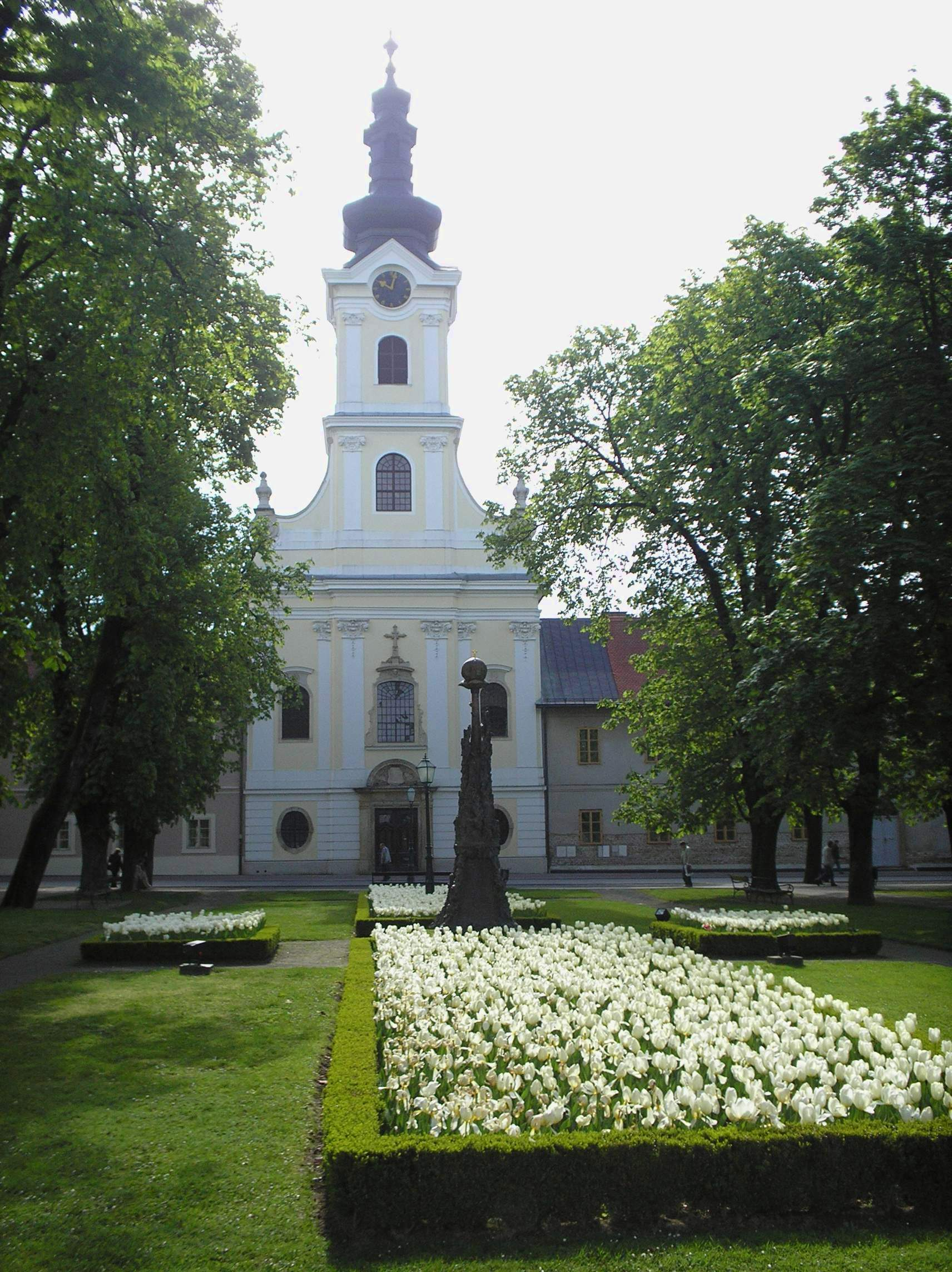
Cattedrale di Santa Teresa di Ávila

Bjelovar è conosciuta in tutto il mondo come la città della pallamano. In essa ha sede una scuola di pallamano dalla quale sono usciti alcuni campioni che vinsero 4 medaglie d'oro alle Olimpiadi, due medaglie di argento ai mondiali e due medaglie di bronzo ai mondiali di pallamano impegnando 17 giocatori che hanno fatto la storia di tale sport nella ex Iugoslavia.

## Amministrazione

### Gemellaggi
- Imoschi
- Novaglia
- Pakrac
- Rubiera[2]
- Visoko